# Sebastian Dehmer
Sebastian Dehmer (Darmstadt, 14 februari 1982), bijgenaamd Sebi, is een professioneel Duits triatleet uit Saarbrücken. Hij werd wereldjeugdkampioen in 2001 en 2004. Verder is hij tweevoudig Duits kampioen triatlon.
Dehmer deed in 2004 mee aan de Olympische Zomerspelen van Athene en behaalde een 26e plaats in een totaal tijd van 1:57.02,88.
Hij is aangesloten bij Turn- und Sportverein Griesheim.

## Titels
- Wereldjeugdkampioen triatlon: 2001, 2004
- Duits jeugdkampioen triatlon: 2000, 2001

## Palamres

### triatlon
- 1999: 4e Duits kampioenschap
- 2000: 10e EK junioren
- 2001: 9e EK junioren
- 2001:  WK junioren in Edmonton - 1:51.22
- 2004: 26e Olympische Spelen in Athene - 1:57.02,88
- 2004: 5e ITU wereldbekerwedstrijd in Gamagori
- 2004: 5e ITU wereldbekerwedstrijd in Hamburg
- 2005: 47e WK olympische afstand in Gamagōri - 1:54.19
- 2006: 46e WK olympische afstand in Lausanne - 1:58.44
- 2007: 16e EK olympische afstand in Kopenhagen - 1:53.37

- Gemeinsame Normdatei: 1216564299
- Virtual International Authority File: 8969159880878418540000